# Alex Deibold
Alex Deibold (New Haven, 8 maggio 1986) è un ex snowboarder statunitense, specialista di snowboard cross.

## Biografia
Ha esordito in Coppa del Mondo di snowboard il 12 febbraio 2007 a Furano, in Giappone.

## Palmarès

### Olimpiadi
- 1 medaglia:
  - 1 bronzo (snowboard cross a Soči 2014)

### Coppa del Mondo
- Miglior piazzamento in classifica generale: 40º nel 2011
- Miglior piazzamento nella Coppa del Mondo di snowboard cross: 6º nel 2013 e nel 2017
- 6 podi:
  - 3 secondi posti
  - 3 terzi posti